# Enrique Baca
Enrique «Tatita» Baca (Monterrey, 30 de enero de 1996) es un piloto de automovilismo mexicano. Actualmente compite en la NASCAR México Series, conduciendo el auto n.° 9 de Alpha Racing-Rolcar Motorsport.

## Carrera
Baca debutó en la Xfinity Series en Watkins Glen, conduciendo el auto n.° 40 de MBM Motorsports en colaboración con NextGen Motorsports. Salió 35.º y terminó 31.º en su debut en la Xfinity Series. Compitió en la siguiente carrera en Watkins Glen. Esta vez, condujo el auto n.° 13, también de MBM Motorsports en colaboración con NextGen Motorsports. Salió 29.º y terminó 18.º, mejorando considerablemente su resultado anterior.
El 22 de enero de 2018, se anunció que Baca competiría a tiempo parcial para NextGen Motorsports junto con Marcos Gomes y Landon Huffman.  Sin embargo, esto no se materializó debido a la falta de patrocinio y a los problemas financieros del equipo. NextGen no presentaría su equipo Xfinity y solo competiría en las Truck Series y K&N East Series ese año.